# 켈라에노 (항성)
켈라에노(Celaeno) 또는 황소자리 16은 황소자리에 있는 별로, 산개 성단 플레이아데스성단의 일원이다. 이 별의 분광형은 B로 준거성에 속하며, 항성 중심부에 있던 수소를 모두 소진하고 중심핵 외곽 지대로 연소 장소를 옮긴 상태이다. 이 별은 지구에서 약 440광년 떨어져 있으며, 겉보기 등급은 5.45로 맨눈에 희미하게 보이는 수준이다.